# Ai Fen
Ai Fen (艾芬) es una médica china y directora del departamento de urgencias del Hospital Central de Wuhan. Fue la primera profesional médica en dar a conocer la pandemia de COVID-19 al mundo exterior, recibiendo el apodo de La Denunciante ("The Whistle-Giver", 发哨子的人) en un artículo de la revista estadounidense de People que el gobierno de la República Popular China eliminó, pero que fue publicado de nuevo en el internet chino.

## Estudios
En 1997, Ai Fen se graduó de la Universidad Médica de Tongji, y trabajó en el Departamento de Medicina Cardiovascular del Hospital Central de Wuhan. Se convirtió en la directora del departamento de emergencias en 2010.

## Pandemia del COVID-19
El 18 de diciembre de 2019, Ai entró en contacto con el primer caso de una infección pulmonar que mostraba "múltiples sombras desenfocadas dispersadas por los pulmones" de una persona que repartía comida del Mercado mayorista de mariscos de Huanan. El 27 de diciembre recibió a un segundo paciente, pero esta persona no tenía ningún historial de contacto con dicho mercado. En la tarde del 30 de diciembre, el resultado de la prueba del segundo paciente mostraba una infección con un coronavirus. Cuando vio las palabras "coronavirus SARS, pseudomonas aeruginosa, 46 tipos de bacterias de colonización respiratorias/orales" en la hoja de pruebas, Ai inmediatamente informó al departamento de salud pública del hospital y al departamento de infecciones. Marcó con un círculo la palabra "SARS", y tomó una foto de ella y la envió a un doctor en otro hospital en Wuhan. De allí se extendió por círculos médicos en Wuhan, donde  llegó al oftalmólogo Li Wenliang. En la tarde del mismo día, Li publicó este informe de prueba en el grupo de WeChat de compañeros de clase, y el informe fue republicado a gran escala.
El 1 de enero de 2020, Ai informó de nuevo al departamento de salud pública del hospital y a la oficina médica de las noticias recibidas por parte del dueño de una clínica cercana al mercado de mariscos, sobre el ingreso de múltiples pacientes, esperando atraer su atención. Se preocupaba, "porque una vez enfermen profesionales médicos de urgencias o de enfermería, habrá muchísimos problemas." Después, Ai fue entrevistada por el departamento de supervisión del hospital, sufriendo en sus propias palabras una "reprimenda sin precedentes y muy severa". Según Ai, los oficiales del hospital la acusaron de extender rumores como profesional. En la mañana del 11 de enero de 2020, Ai recibió la noticia de que Hu Ziwei, un enfermero del departamento de emergencia, estaba infectado. Ai llamó a sus superiores inmediatamente y el hospital tuvo una reunión de emergencia, en la que los oficiales mandaron cambiar las observaciones médicas del enfermero infectado de "infección viral pulmonar?" a "infección pulmonar extendida." En una reunión del 16 de enero de 2020, los oficiales de los hospitales insistieron en negar que la infección vírica pudiera ser transferida entre personas.
Más tarde, hubo rumores de que Ai Fen había muerto a causa del coronavirus. El 20 de febrero de 2020, Ai Fen aclaró que no estaba enferma y que seguía trabajando como médica contra el virus. El 1 de abril de 2020 se publicaron notas e informes indicando que Ai Fen se encuentra desaparecida: aparecieron en el New York Post, el Daily Mail, y otros medios de comunicación a nivel mundial.

## La denunciante
El 10 de marzo de 2020, la revista People en China entrevistó a Ai y publicó su historia de primera mano en su artículo de marzo "La Denunciante" (发哨子的人, "Whistle-Giver", o quien dio la información a Li, llamado "Whistle-Blower"). Sin embargo, el artículo fue eliminado a la fuerza a las tres horas de su publicación el mismo 10 de marzo. El informe original en la cuenta pública del WeChat de la revista fue eliminado también antes de mediodía; los medios de comunicación del continente también eliminaron el artículo. El sitio web oficial del Comité de Humanidades del Hospital de la Asociación de Cuidado Humano de China (zh, encabezado por la Comisión Nacional de Salud de China, republicó el informe bajo el título "如果这些医生都能够得到及时的提醒，或许就不会有这一天" ("Si se hubiera notificado a los profesionales sanitarios con prontitud, este día podría no haber sucedido nunca"; una cita de la cuenta de Ai Fen), y Ai dio las gracias a los periodistas.
Protestando contra la censura, los usuarios de Internet chinos empezaron a pasarse el artículo a través de múltiples medios como el braille, emojis, código de morse y escritura de sello. También ha sido traducido al inglés, alemán, japonés, runas élficas, y el mismo formato que las secuencias de ADN.

## Múltiples muertes hospitalarias en Aier Eye Hospital en todo el país
Las imágenes de Aifenfa Lodi, Jinan, Baishan, Hengyang, Shenyang, Kunming AIER Ophthalmology sucedieron Cataratas En el caso de matar a dos personas dentro de los 10 días posteriores a la cirugía fatal, el 110 local detuvo a teléfono móvil y la amenazó con sentarse en el "Banco del Tigre" en la sala de interrogatorios si no era miembro del Partido Comunista Chino". 